# فوغليا (إيطاليا)
فوغليا؛ (النطق الإيطالي: ‎[faˈuʎʎa]‏) هي بلدية (محافظة) في مقاطعة بيزا تقع في منطقة توسكانا الإيطالية على بعد حوالي 60 كيلومتر (37 ميل) جنوب غرب فلورنسا وحوالي 20 كيلومتر (12 ميل) جنوب شرق بيزا. وكان في 31 ديسمبر 2004، عدد سكانها 3298 نسمة ومساحتها 42.4 كيلومتر مربع (16.4 ميل2). 

## جغرافية
تقع فوغليا على حدود البلديات التالية: كوليسالفيتي و كريسبينا و لورينزانا و اوريانو بيسانوا.
وقد أنشئت المدينة على شكل برج صغير في القرون الوسطى حول قلعة قام بتدميرها الفلورنسيون عام 1433.
فرازيوني
حيث تتكون من مقر بلدية فوغليا بلديات وقرى (فراتسيوني) في اكسيوليو, و لوسيانا, و فالتريانو.

## مؤسسات مدنية بارزة
- أنشأت معاهد تحقيق الإمكانات البشرية (IAHP)، وهي منظمة غير ربحية مقرها في الولايات المتحدة، حرمًا جامعيًا في في عام 1992. وتقوم المنظمة بتعليم الآباء عن نمو دماغ الطفل, بالإضافة الى انها تقدم مركز مختص برعاية الأطفال المصابين بأضرار في الدماغ.

## روابط خارجية
- www.comune.fauglia.pi.it/